# Comté de Davis (Iowa)
Pour les articles homonymes, voir Comté de Davis et Davis.
Le comté de Davis est un comté de l'État de l'Iowa, aux États-Unis.